# ドラマの風
ドラマの風（ドラマのかぜ、Wind Drama's）は、MBSラジオで2001年4月7日から2007年10月8日まで放送していたラジオドラマ番組である。
なお放送開始・終了日などはあくまで暦日で表記しているため、注意のこと。
2007年4月より連続してマイ・ストーリーも放送し、日曜深夜の90分間はラジオドラマ枠になっていたが、2007年10月8日で終了した。

## 放送時間
2001年4月 - 2007年3月
- 月曜日（日曜深夜）1:00 - 2:00

2007年4月 - 10月
- 月曜日（日曜深夜）1:30 - 2:30

## 主な内容
1. ラジオドラマを毎回1話放送していた。
2. 主にタレントが出演するが、特番の場合は、案内役の柏木をはじめとするMBSアナウンサー陣が出演した。
3. 一部の作品はドラマの風HPで配信されていた。

## その他
かつては日曜日最後の番組
2007年春以前は日曜日最後の番組でこの番組の終了後の1分後（CM・ジングルを含めて）にクロージングを流していたが、2007年春の改編でこの番組の後にマイ・ストーリーの放送が決まり、日曜最後の番組では無くなった。
放送機器点検等による放送休止等
日曜日最後の番組時代に特番放送や放送機器整備等で数回放送休止を余儀なくされた事もあった。2007年の1月9日から2月12日まで、高石送信所の工事（送信所の円管柱を支えるワイヤーの交換）のため、その期間中は番組は休止した。年に数回放送を休止する事もあった。

## 出演者
- 柏木宏之（MBSアナウンサー、案内役）
- あまのじゃく（音楽担当）